# العلاقات السنغالية الليسوتوية
العلاقات السنغالية الليسوتوية هي العلاقات الثنائية التي تجمع بين السنغال وليسوتو.

## مقارنة بين البلدين
هذه مقارنة عامة ومرجعية للدولتين:
| وجه المقارنة                                              | السنغال                                              | ليسوتو                      |
| --------------------------------------------------------- | ---------------------------------------------------- | --------------------------- |
| المساحة (كم2)                                             | 196.72 ألف                                           | 32.96 ألف                   |
| عدد السكان (نسمة)                                         | 15.85 مليون                                          | 2.23 مليون                  |
| الكثافة السكانية (ن./كم²)                                 | 80.57                                                | 67.66                       |
| العاصمة                                                   | داكار                                                | ماسيرو                      |
| اللغة الرسمية                                             | لغة فرنسية، اللغة الولوفية، باديارا ‏، اللغة البلنتية | لغة إنجليزية، اللغة السوتية |
| العملة                                                    | فرنك غرب أفريقي                                      | لوتي ليسوتو                 |
| الناتج المحلي الإجمالي (بليون دولار)                      | 16.37 مليار                                          | 2.64 مليار                  |
| الناتج المحلي الإجمالي (تعادل القوة الشرائية) بليون دولار | 36.62 مليار                                          | 6.30 مليار                  |
| الناتج المحلي الإجمالي الاسمي للفرد دولار أمريكي          | 899                                                  | 1.07 ألف                    |
| الناتج المحلي الإجمالي للفرد دولار أمريكي                 | 2.33 ألف                                             | 2.64 ألف                    |
| مؤشر التنمية البشرية                                      | 0.466                                                | 0.497                       |
| رمز المكالمات الدولي                                      | +221                                                 | +266                        |
| رمز الإنترنت                                              | .sn                                                  | .ls                         |
| المنطقة الزمنية                                           | 00                                                   | ت ع م+02:00                 |

## منظمات دولية مشتركة
يشترك البلدان في عضوية مجموعة من المنظمات الدولية، منها:
| علم المنظمة | اسم المنظمة                                                | تاريخ انضمام السنغال | تاريخ انضمام ليسوتو |
| ----------- | ---------------------------------------------------------- | -------------------- | ------------------- |
|             | وكالة ضمان الاستثمار متعدد الأطراف                         | 12 أبريل 1988        | 12 أبريل 1988       |
|             | الأمم المتحدة                                              | 28 سبتمبر 1960       | 17 أكتوبر 1966      |
|             | العملية المشتركة للاتحاد الأفريقي والأمم المتحدة في دارفور | ?                    | ?                   |
|             | منظمة حظر الأسلحة الكيميائية                               | ?                    | ?                   |
|             | منظمة التجارة العالمية                                     | ?                    | ?                   |
|             | منظمة الشرطة الجنائية الدولية                              | ?                    | ?                   |
|             | الاتحاد الأفريقي                                           | ?                    | ?                   |
|             | البنك الإفريقي للتنمية                                     | ?                    | ?                   |
|             | مؤسسة التنمية الدولية                                      | 31 أغسطس 1962        | 19 سبتمبر 1968      |
|             | يونسكو                                                     | 10 نوفمبر 1960       | 29 سبتمبر 1967      |
|             | مجموعة دول أفريقيا والكاريبي والمحيط الهادئ                | ?                    | ?                   |
|             | الاتحاد البريدي العالمي                                    | ?                    | ?                   |
|             | البنك الدولي للإنشاء والتعمير                              | 31 أغسطس 1962        | 25 يوليو 1968       |
|             | الاتحاد الدولي للاتصالات                                   | 15 نوفمبر 1960       | 26 مايو 1967        |
|             | مؤسسة التمويل الدولية                                      | 31 أغسطس 1962        | 29 سبتمبر 1972      |
|             | المركز الدولي لتسوية المنازعات الاستشارية                  | 21 مايو 1967         | 7 أغسطس 1969        |

## وصلات خارجية
- موقع وزارة الخارجية السنغالية
- موقع وزارة الخارجية الليسوتوية